# Claas Lexion
Claas Lexion é uma série de colheitadeiras, fabricadas pela Claas em Harsewinkel. Uma versão americana chamada Lexion foi produzida pela Claas Omaha Inc. nos Estados Unidos.

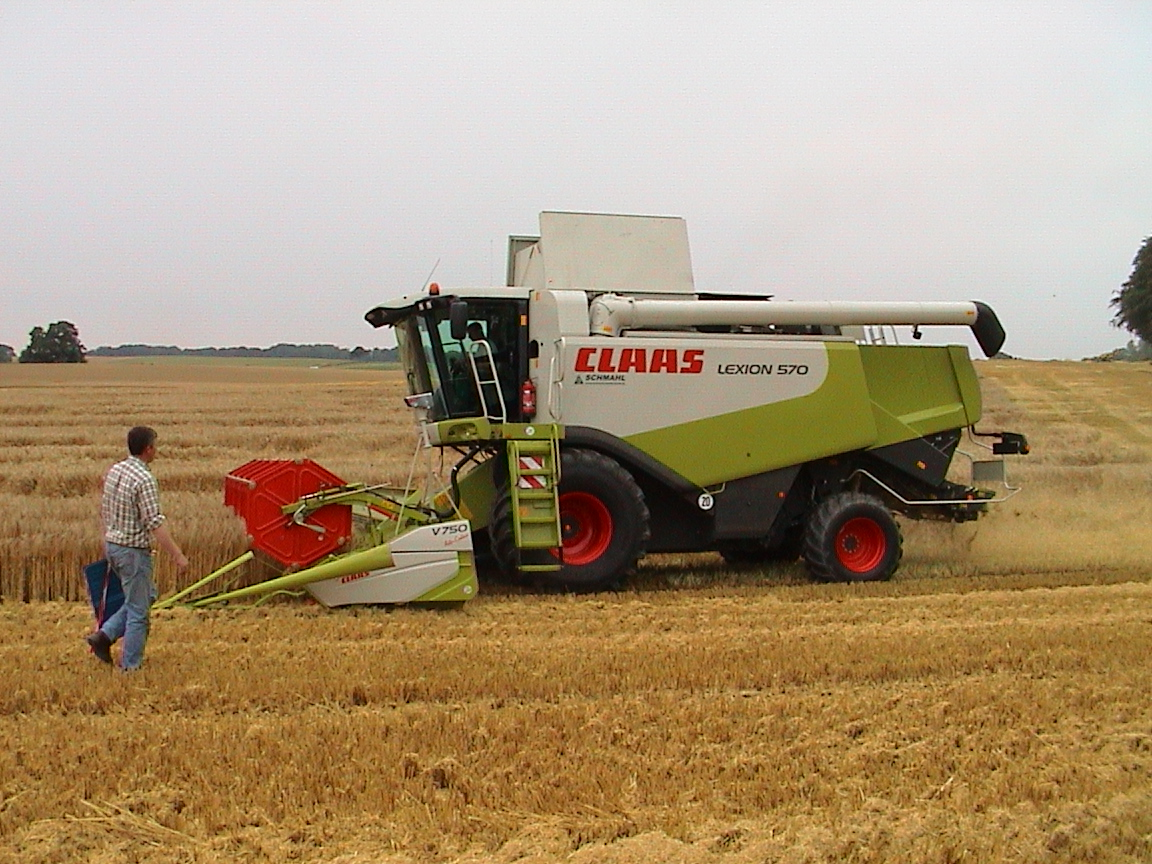
Claas Lexion 570

## História
O Lexion foi apresentado em 1995. O primeiro modelo foi o Lexion 480. Tem uma capacidade de colheita de 40t de grãos por hora e era na época a colheitadeira mais potente do mundo. O Lexion 480 tinha o mesmo tambor acelerador na frente do tambor de debulha que o Claas Mega, mas vinha com um tambor de debulha maior (600 mm de diâmetro e 1700 mm de largura em vez de 450 mm de diâmetro e 1580 largura mm). Em vez dos sacudidores de palha, o Lexion 480 tinha dois rotores de separação instalados. Como resultado, a unidade funcionou sem problemas e o rendimento foi muito maior do que em uma máquina de palha convencional.
A partir de 1999, Claas trabalhou com a Caterpillar, fabricante de máquinas agrícolas e de construção dos EUA, e vendeu as colheitadeiras Lexion na América do Norte sob a marca CAT. Em 2002, a Claas assumiu 50% da joint venture com a Caterpillar e a produção de colheitadeiras nos Estados Unidos. As colheitadeiras ali produzidas ainda eram comercializadas como CAT Lexion.
Na exposição Agritechnica de 2005, a Claas apresentou o Lexion 600, com largura de corte de até 12 m (39,37 pés), capacidade do tanque graneleiro de 12 000 litros (330 alqueires) e desempenho de até 60 000 kg por hora. Esta foi novamente a ceifeira-debulhadora mais potente do mundo. Em 2010, a Claas apresentou o Lexion 700. Em 2013, a Claas introduziu novos padrões de emissão (Tier 4). O Lexion 8900 lançado em 2019 tem 581 kW motor MAN D42 que corresponde ao Fendt Ideal 10 000 kg classe 10 colheitadeira lançada em 2020.

## Série Lexion
- 400 series (dois rotores de separação)
- 500 series (seis sacudidores de palha)
- 600 series (seis sacudidores de palha)
- 700 series (dois rotores de separação)
- 5 000 series (cinco sacudidores de palha)
- 6 000 series (seis sacudidores de palha)
- 7 000 series (dois rotores de separação)
- 8 000 series (dois rotores de separação)

| Série 400 (1996—2003)                              | Triturador                           | Largura em metros | Potência do motor em kW (cv) (ECE R 120) | Potência máxima em kW (cv) (ECE R 120) | Capacidade da tremonha de grãos em litros |
| -------------------------------------------------- | ------------------------------------ | ----------------- | ---------------------------------------- | -------------------------------------- | ----------------------------------------- |
| LEXION 405                                         | APS + sacudidor de palha de 5 botões | 4,50 — 5,40       | 120 (170)                                |                                        | 5 500                                     |
| LEXION 410                                         | APS + sacudidor de palha de 5 botões | 4,50 — 5,40       | 147 (200)                                |                                        | 6 300                                     |
| LEXION 415                                         | APS + sacudidor de palha de 5 botões | 4,50 — 5,40       |                                          |                                        | 6 500                                     |
| LEXION 420                                         | APS + sacudidor de palha de 5 botões | 4,50 — 6,00       | 161 (220)                                |                                        | 7 300                                     |
| LEXION 430 / 430 Montana                           | APS + sacudidor de palha de 5 botões | 5,40 — 6,00       | 176 (240)                                |                                        | 7 800                                     |
| LEXION 440                                         | APS + sacudidor de palha de 6 teclas | 5,40 — 6,60       | 184 (250)                                |                                        | 8 100                                     |
| LEXION 450                                         | APS + sacudidor de palha de 6 teclas | 5,40 — 6,60       | 205 (275)                                |                                        | 8 600                                     |
| LEXION 460 / 460 Terra Trac *                      | APS + sacudidor de palha de 6 teclas | 6,00 — 7,50       | 220 (300)                                |                                        | 9 600                                     |
| LEXION 470 / 470 Montana                           | APS + 2 rotores HYBRID               | 6,00 — 7,50       |                                          |                                        | 9 600                                     |
| LEXION 480 / 480 Terra Trac *                      | APS + 2 rotores HYBRID               | 6,60 — 9,00       | 294 (400)                                | 305 (415)                              | 10 500                                    |
| Série 500 (2003—2010)                              | Triturador                           | Largura em metros | Potência do motor em kW (cv) (ECE R 120) | Potência máxima em kW (cv) (ECE R 120) | Capacidade da tremonha de grãos em litros |
| LEXION 510                                         | APS + sacudidor de palha de 5 botões | 5,40 — 6,00       | 173 (235)                                |                                        | 7 300                                     |
| LEXION 520                                         | APS + sacudidor de palha de 5 botões | 5,40 — 6,60       | 203 (276)                                |                                        | 7 800                                     |
| LEXION 530 / 530 Montana                           | APS + sacudidor de palha de 5 botões | 5,40 — 6,60       | 260 (353)                                |                                        | 8 600                                     |
| LEXION 540C / 540                                  | APS + sacudidor de palha de 6 teclas | 5,40 — 7,50       | 203 (276) / 230 (313)                    |                                        | 8 100 / 8 600                             |
| LEXION 550 / 550 Montana                           | APS + sacudidor de palha de 6 teclas | 6,00 — 7,50       | 258 (351)                                |                                        | 9 600                                     |
| LEXION 560 / 560 Montana / 560 Terra Trac *        | APS + sacudidor de palha de 6 teclas | 6,60 — 9,00       | 283 (385)                                |                                        | 10 500                                    |
| LEXION 570C / 570 / 570 Montana / 570 Terra Trac * | APS + 2 rotores HYBRID               | 6,60 — 9,00       | 282 (385) / 313 (425)                    | 305 (415) / 334 (455)                  | 9 600 / 10 500                            |
| LEXION 580 / 580 Terra Trac *                      | APS + 2 rotores HYBRID               | 7,50 até 10,50    | 340 (462)                                | 380 (517)                              | 10 500                                    |
| LEXION 600 / 600 Terra Trac *                      | APS + 2 rotores HYBRID               | 7,50 — 12,00      | 390 (530)                                | 431 (586)                              | 12 000                                    |
| Série 600/700 (2010—2012)                          | Triturador                           | Largura em metros | Potência do motor em kW (cv) (ECE R 120) | Potência máxima em kW (cv) (ECE R 120) | Capacidade da tremonha de grãos em litros |
| LEXION 620                                         | APS + sacudidor de palha de 5 botões | 5,40 — 6,60       | 205 (279)                                | 205 (279)                              | 7 800 / 8 600                             |
| LEXION 630 / 630 Montana                           | APS + sacudidor de palha de 5 botões | 5,40 — 6,60       | 230 (313)                                | 249 (339)                              | 8 600                                     |
| LEXION 640                                         | APS + sacudidor de palha de 6 teclas | 6,00 — 7,50       | 205 (279)                                | 205 (279)                              | 8 100 / 8 600                             |
| LEXION 650                                         | APS + sacudidor de palha de 6 teclas | 6,00 — 7,50       | 230 (313)                                | 249 (339)                              | 9 600                                     |
| LEXION 660                                         | APS + sacudidor de palha de 6 teclas | 6,60 — 7,50       | 261 (355)                                | 278 (378)                              | 10 500                                    |
| LEXION 670 / 670 Montana / 670 Terra Trac *        | APS + sacudidor de palha de 6 teclas | 6,60 — 9,00       | 287 (390)                                | 317 (431)                              | 10 500                                    |
| LEXION 740                                         | APS + 2 rotores HYBRID               | 6,60 — 7,50       | 287 (390)                                | 317 (431)                              | 9 600                                     |
| LEXION 750 / 750 Montana / 750 Terra Trac *        | APS + 2 rotores HYBRID               | 7,50 — 9,00       | 317 (431)                                | 343 (466)                              | 9 600 (Montana) / 10 500                  |
| LEXION 760 / 760 Terra Trac *                      | APS + 2 rotores HYBRID               | 9,00 — 10,50      | 350 (476)                                | 390 (530)                              | 10 500                                    |
| LEXION 770 / 770 Terra Trac *                      | APS + 2 rotores HYBRID               | 9,00 — 12,00      | 390 (530)                                | 431 (586)                              | 12 000                                    |
| Série 600/700 Abgasnorm Tier 4 (2013—2019)         | Triturador                           | Largura em metros | Potência do motor em kW (cv) (ECE R 120) | Potência máxima em kW (cv) (ECE R 120) | Capacidade da tremonha de grãos em litros |
| LEXION 620                                         | APS + sacudidor de palha de 5 botões | 5,40 — 6,60       | 224 (305)                                | 224 (305)                              | 8 000 / 9 000 opcional                    |
| LEXION 630 / 630 Montana                           | APS + sacudidor de palha de 5 botões | 5,40 — 6,60       | 239 (325)                                | 264 (359)                              | 9 000                                     |
| LEXION 650                                         | APS + sacudidor de palha de 6 teclas | 6,00 — 7,50       | 239 (325)                                | 264 (359)                              | 9 000 / 10 000 opcional                   |
| LEXION 660                                         | APS + sacudidor de palha de 6 teclas | 6,60 — 7,50       | 269 (366)                                | 294 (400)                              | 10 000 / 11 000 opcional                  |
| LEXION 670 / 670 Montana / 670 Terra Trac *        | APS + sacudidor de palha de 6 teclas | 6,60 — 9,00       | 305 (415)                                | 330 (449)                              | 10 000(Montana) / 11000                   |
| LEXION 750 / 750 Terra Trac *                      | APS + 2 rotores HYBRID               | 7,50 — 9,00       | 305 (415)                                | 330 (449)                              | 10 000                                    |
| LEXION 760 / 760 Montana / 760 Terra Trac *        | APS + 2 rotores HYBRID               | 9,00 — 10,50      | 330 (449)                                | 360 (490)                              | 10 000 (Montana) / 11 000                 |
| LEXION 770 / 770 Terra Trac *                      | APS + 2 rotores HYBRID               | 9,00 — 12,00      | 370 (503)                                | 405 (551)                              | 11 500 / 12 500 opcional                  |
| LEXION 780/780 Terra Trac *                        | APS + 2 rotores HYBRID               | 10,50 — 12,00     | 405 (551)                                | 440 (598)                              | 12 500                                    |